# MTV Video Music Award – artysta roku
Artykuł przedstawia listę nominowanych w kategorii Artysta roku (Artist of the Year) w plebiscycie MTV Video Music Awards organizowanym co roku od 1984 przez amerykańską telewizję MTV.
Nagroda Artysta roku jest przyznawana od 2017 roku i zastąpiła kategorię Najlepszy żeński teledysk oraz Najlepszy męski teledysk.

## Lista nominowanych
| Rok  | Zwycięzca      | Nominowani                                                                       | Źródło      |
| ---- | -------------- | -------------------------------------------------------------------------------- | ----------- |
| 2017 | Ed Sheeran     | - Bruno Mars - Kendrick Lamar - Ariana Grande - Lorde - The Weeknd               | [ 1 ] [ 2 ] |
| 2018 | Camila Cabello | - Ariana Grande - Bruno Mars - Cardi B - Drake - Post Malone                     | [ 3 ]       |
| 2019 | Ariana Grande  | - Cardi B - Billie Eilish - Halsey - Jonas Brothers - Shawn Mendes               | [ 4 ]       |
| 2020 | Lady Gaga      | - Post Malone - Justin Bieber - DaBaby - Megan Thee Stallion - The Weeknd        | [ 5 ]       |
| 2021 | Justin Bieber  | - Ariana Grande - Doja Cat - Megan Thee Stallion - Olivia Rodrigo - Taylor Swift | [ 6 ]       |
| 2022 | Bad Bunny      | - Drake - Ed Sheeran - Harry Styles - Jack Harlow - Lil Nas X - Lizzo            | [ 7 ]       |